# Five Star Stories
Five Star Stories (ファイブスター物語, Faibu Sutā Monogatari) é um mangá criado por Mamoru Nagano que conta a história de Jorker, conjunto de cinco planetas,  que possuem como armas de guerra robôs chamados de Mortal Head, controlados pelas andróides Fatimas juntamente com seus respectivos mestres Knights.

## História
Joker Star Cluster : 2988
A história tem início quando duas Fátimas (Lachesis e Clotho) são pegas pelo senhor do planeta Addles, Juba, e devem declarar perante todos os presentes o seu Mestre (Headdliner), caso contrário aqueles que as mantém sob guarda tem o direito de tê-las até uma nova cerimônia, que provavelmente nunca seria realizada.
Uma das Fatimas, Clotho, foge, mas é atacada por bandidos. Depois de ser salva por Collus, é encontrada por Ladios Soop, um mecânico de Mortal Head que foi à cerimônia para tentar salvá-la.
Soop agora pretende salvar Lanchesis.

## Fatimas
As Fatimas são andróides fêmeas criadas por especialistas de guerra e têm habilidades superiores a dos humanos : correm a 200 km/h, fazem cálculos numa velocidade equivalente a de um computador, e combatem mais do que os próprios Knights.
Por serem tão poderosas, Fatimas devem seguir leis rigorosas que as obrigam a obedecer os humanos, vestir roupas especiais e nunca demonstrar suas habilidades sem propósitos.
As Fátimas servem de elo entre seus mestres Knights, escolhdos por elas mesmas, e os Mortal Head, máquinas de guerra, ajudando o Knight ao controlar as funções básicas dos Mortal Head enquanto o Knight trava as lutas.

## Personagens
- Lachesis, Clotho e Artropos - Fatimas criadas pelo Dr. Ballanche
- Dr. Ballanche - Criados
- Dr. Morard - vive em Betoruka
- Ladious Sopp - um mecânico de Mortal Head, inicialmente confundido com uma mulher.
- Voards Wiewlard - Headd Liners.
  - Mortar Bulunge - Kallamity Model, modificado de um modelo básico 2417, em cores Count Cortar
- Juba - inicialmente um mercador, virou o novo Governador no planeta Addles.
- Amaterasu - Nome Completo : Amaterasu Dis Grand Eaighdas Greens II. Imperador do Delta Belune. Anda sempre acompanhado de quatro Mirage Knights, os Mais fortes Knights.
- Collus III - Rei de Juno
- Collet - Rei de Both

## Músicas
- Tema de Encerramento - Hitomi no Naka no Far Away

## Equipe Técnica
- Diretor - Kazuo Yamazaki
- Música - Tomoyuki Asakawa
- Desenho de Personagens - Nobuteru Yuki
- Licença - ADV Films

## Seiyu
- Fatima Lachesis - Maria Kawamura
- Fatima Clotho - Rei Sakuma
- Ladios Sopp - Ryo Horikawa
- Dr. Balanche - Hideyuki Tanaka
- Aisha - Run Sasaki
- Amaterasu - Ryo Horikawa
- Byoid - Aruno Tahara
- Colus III - Kazuhiko Inoue
- Decors - Ryusei Nakao
- Graphite - Masashi Hirose
- Grand Duke Yuuba - Ichirô Nagai
- Li Ex - Yoshino Takamori
- Litorar - Rumiko Ukai
- Megaela - Mari Yokoo
- Peosche Nomien - Sho Hayami
- Spacorn - Kazuyasu Nakayu
- Torohra - Issei Futamata
- Vord Bewlard - Norio Wakamoto
- Man A - Yutaka Shimaka
- Man B - Kouichi Yamadera
- Man F - Chafurin
- Narrador - Taeko Nakanishi